# 奈良原繁
奈良原繁（日语：／ Narahara Shigeru，1834年6月29日—1918年8月13日），日本武士、官僚。靜岡縣令、沖繩縣知事、貴族院議員、元老院議官、錦雞間祗候、日本鐵道會社（後甲武鐵道會社兼任水戶鐵道社長）社長等。男爵。
奈良原繁原名混，幼名三次，通稱喜八郎，名乘幸五郎。薩摩藩出身。其名字中的「繁」則是後來明治7年（1874年）依島津家家令而改的。其兄喜左衛門熱衷於學習劍道的藥丸自顯流，兄弟二人以善於使用槍術而知名。文久二年（1862年）跟隨島津久光上京，在寺田屋事件中擔任鎮撫使。在同年生麥事件中，有傳聞稱斬殺英國商人查理·理查德森的不是兄長奈良原喜左衛門，而是奈良原繁。翌年的八月十八日政變中同高崎正風等人暗中活躍，成功將長州藩的勢力驅逐出京都。在薩英戰爭中，兄長喜左衛門參加了戰鬥，奈良原繁自己沒有參加。
奈良原繁反對西鄉隆盛討幕路線，明治2年（1869年）2月戊辰戰爭期間回到薩摩藩，同下級藩士發起藩政改革。明治4年（1871年）12月，作為沖繩特使前往鹿兒島縣任職。明治7年（1874年）2月，成為島津忠義的家令。明治9年（1876年）9月兼任玉里家的家令。明治12年（1879年）擔任內務權大書記官、明治14年（1881年）擔任農商務權大書記官。明治16年（1883年）任靜岡縣縣令。明治17年（1884年）任日本鐵道社長，明治21年（1888年）任甲武鐵道社長。
明治25年（1892年）就任沖繩縣知事，在杣山問題上同沖繩本土政治家謝花昇發生嚴重對立，奈良原繁下令縣廳鎮壓謝花的沖繩俱樂部。奈良原繁在任期間實施強硬的改革政策，因此得到了「琉球王」的綽號。他確立沖繩土地整理法，對沖繩縣的土地進行整理。同時他也阻撓支持原琉球王族第二尚氏成為世襲沖繩縣知事的公同會運動。
在日本，釣魚台列嶼中最大島钓鱼岛上的最高峰高华峰被称为“奈良原岳”。

## 登場作品
影視劇
- 篤姬（2008年、NHK大河劇、演：武智健二）